# احمد السلطان
احمد السلطان (عربی: أحمد السلطان؛ زادهٔ ۲۲ ژوئیهٔ ۱۹۹۳) یک ورزشکار اهل عربستان سعودی است.
از باشگاه‌هایی که در آن بازی کرده‌است می‌توان به باشگاه فوتبال الفتح عربستان سعودی اشاره کرد.